# NGC 4514
NGC 4514 é uma galáxia espiral (Sbc) localizada na direcção da constelação de Coma Berenices. Possui uma declinação de +29° 42' 44" e uma ascensão recta de 12 horas, 32 minutos e 42,9 segundos.
A galáxia NGC 4514 foi descoberta em 13 de Março de 1785 por William Herschel.